# Pira (distrito)
Pira é um distrito peruano localizado na Província de Huaraz, departamento Ancash. Sua capital é a cidade de Pira.

## Transporte
O distrito de Pira é servido pela seguinte rodovia:
- PE-14, que liga o distrito de Huaraz à cidade de Casma [2][3][4]